# Kibarty (gmina)
Kibarty – dawna gmina wiejska istniejąca na przełomie XIX i XX wieku w guberni suwalskiej. Siedzibą władz gminy była osada miejska Kibarty (lit. Kybartai), a następnie Wierzbołów. Kibarty były początkowo odrębną gminą miejską bez praw miejskich, lecz odrębność tę straciły na mocy ukazu z 1 czerwca 1869 i zostały włączone do gminy Kibarty.
Za Królestwa Polskiego gmina Kibarty należała do powiatu wyłkowyskiego w guberni suwalskiej. 19 maja?/31 maja 1870 od gminy Kibarty odłączno 6 wsi, które złożyły się na nowo utworzoną gminę Kopsodzie, a także 2 wsie które włączono do gminy Pojewoń; w zamian za utracone wsie do gminy Kibarty wcielono całą gminę Szyrwinty. 
Po odzyskaniu niepodległości przez Polskę i Litwę powiat wyłkowyski na podstawie umowy suwalskiej wszedł 10 października 1920 w skład Litwy.